# Uroplatus lineatus
Espèce
Synonymes
- Ptyodactylus lineatus Duméril & Bibron, 1836

Statut de conservation UICN

 LC  : Préoccupation mineure
Statut CITES
Uroplatus lineatus est une espèce de geckos de la famille des Gekkonidae.

## Répartition
Cette espèce est endémique de l'Est de Madagascar.

## Habitat
Ce gecko vit dans les forêts de bambou de l'île, sur les troncs.
Le climat est fortement humide, avec une hygrométrie supérieure à 70 % quasiment tout le temps. La température varie entre 20 et 30 °C au maximum selon l'heure et la saison.

## Description

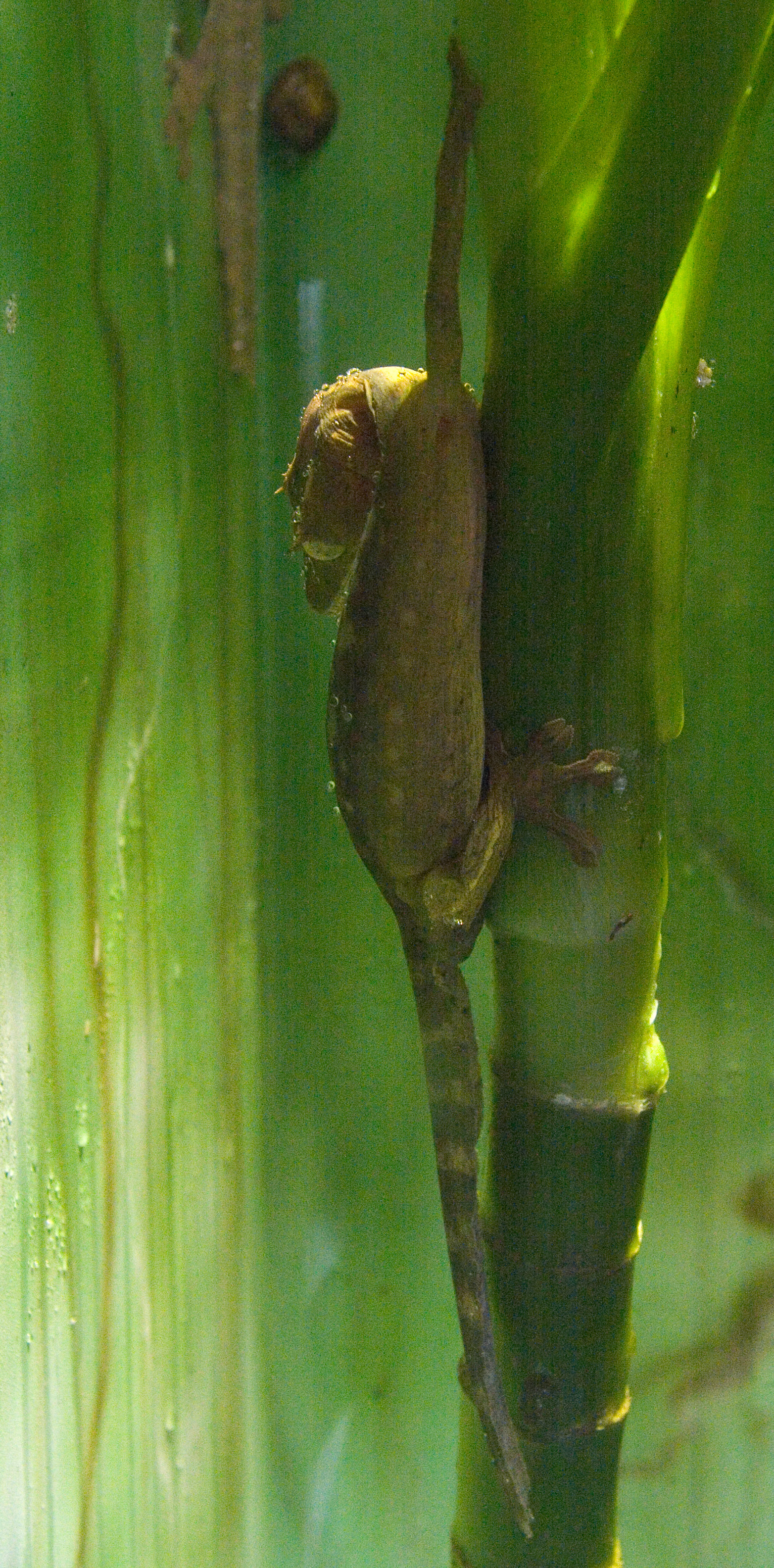
Uroplatus lineatus

C'est un gecko insectivore, nocturne et arboricole qui a un aspect plus longiligne que ses cousins Uroplatus (d'où son nom lineatus, ainsi que par la présence de lignes longitudinales sur le corps). Les pattes sont fines et longues. Le corps est parcouru de lignes de couleurs dans le sens de la longueur de l'animal (ce qui est plutôt rare, les bandes étant en général transversales). Au niveau des couleurs on trouve des alternances de brun-marron plus ou moins sombres ou de beiges, voire de l'orange. Le dessus du dos est parfois tacheté, et le ventre est uni, souvent de couleur claire (notez que comme chez beaucoup d'Uroplatus il y a beaucoup de variations de couleur, en particulier des teintes franchement claires).

## Éthologie
Ce sont des nocturnes stricts, qui ne bougent pas du tout la journée et chassent la nuit. Dans les forêts où ils vivent ils ne sont jamais exposés au soleil. Ils sont relativement placides, préférant la sureté de leur camouflage à la fuite.

## Étymologie
Le nom spécifique lineatus vient du latin lineatus, rayé, en référence à l'aspect de ce saurien.

## Publication originale
- Duméril & Bibron, 1836 : Erpetologie Générale ou Histoire Naturelle Complete des Reptiles. Librairie Encyclopédique Roret, Paris, vol. 3, p. 1-517 (texte intégral).